# Big Time Rush
Pour l’article homonyme, voir Big Time Rush (groupe).
Ned ou Comment survivre aux études 100 choses à faire avant le lycée
Big Time Rush est une sitcom américaine en 75 épisodes de 25 minutes créée par Scott Fellows mettant en scène le groupe du même nom. La série a débuté par un épisode d'une heure Big Time Audition diffusé le 28 novembre 2009 et la série a officiellement débuté le 18 janvier 2010 sur la chaîne Nickelodeon et s'est arrêtée le 25 juillet 2013.
En France, la série est diffusée depuis le 17 avril 2011 sur Nickelodeon puis rediffusée à partir du 20 novembre 2014 sur Nickelodeon Teen, et à partir du 18 mars 2016 sur Gulli et au Québec depuis le 9 janvier 2012 sur VRAK.TV. En Belgique, la série sera rediffusée sur Nickelodeon Wallonie à partir du 12 août 2019.

## Synopsis
Le destin de quatre amis d’enfance bascule du jour au lendemain quand ils quittent leur petite ville du Minnesota pour Los Angeles. Les garçons Kendall Knight (Kendall Schmidt), James Diamond (James Maslow), Carlos Garcia (Carlos Pena, Jr.), et Logan Mitchell (Logan Henderson) forment le groupe Big Time Rush qui devient très vite le nouveau groupe pop à la mode aux États-Unis et bientôt dans le monde entier !

## Distribution

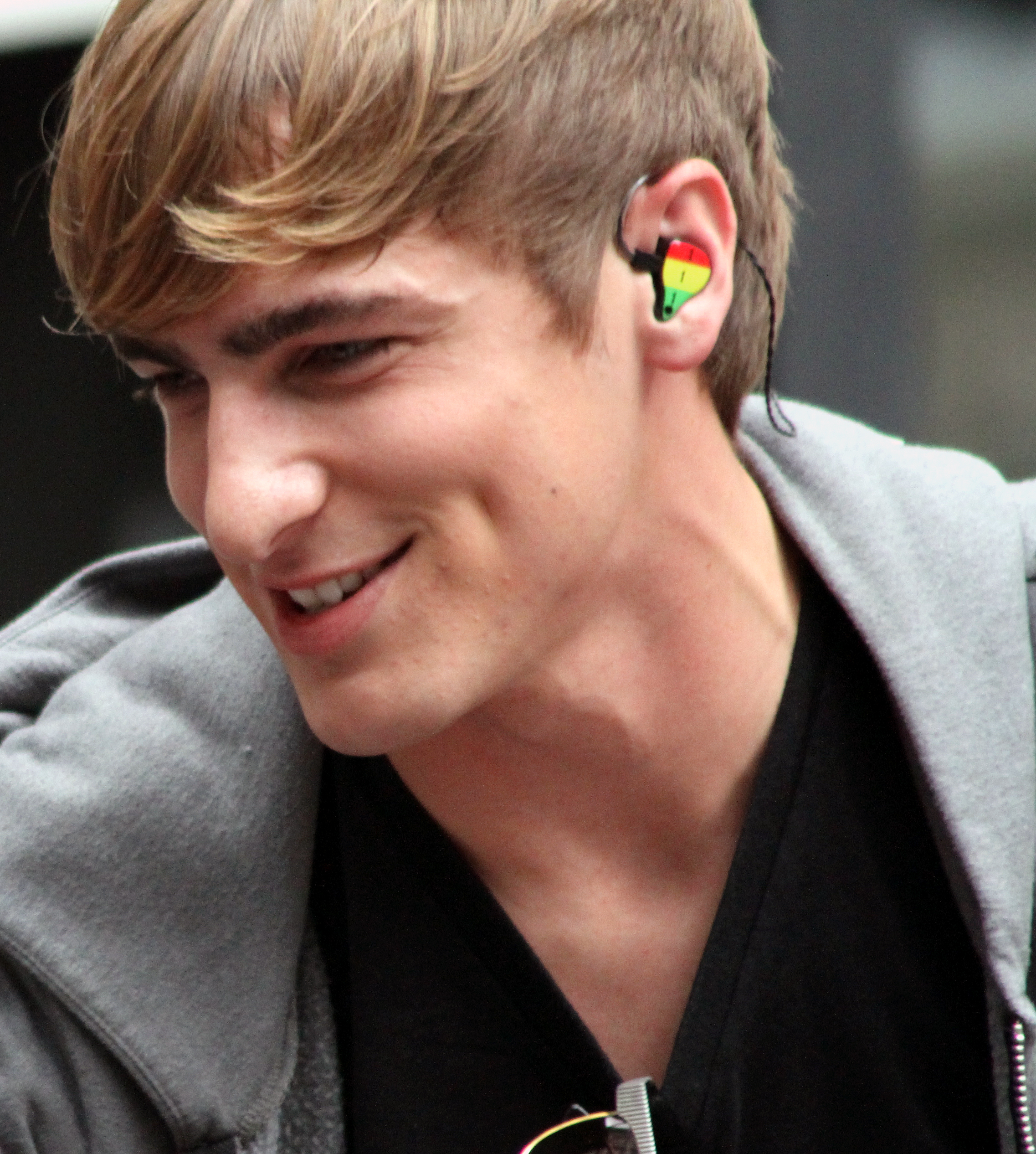
Kendall Schmidt interprète "Kendall Knight"
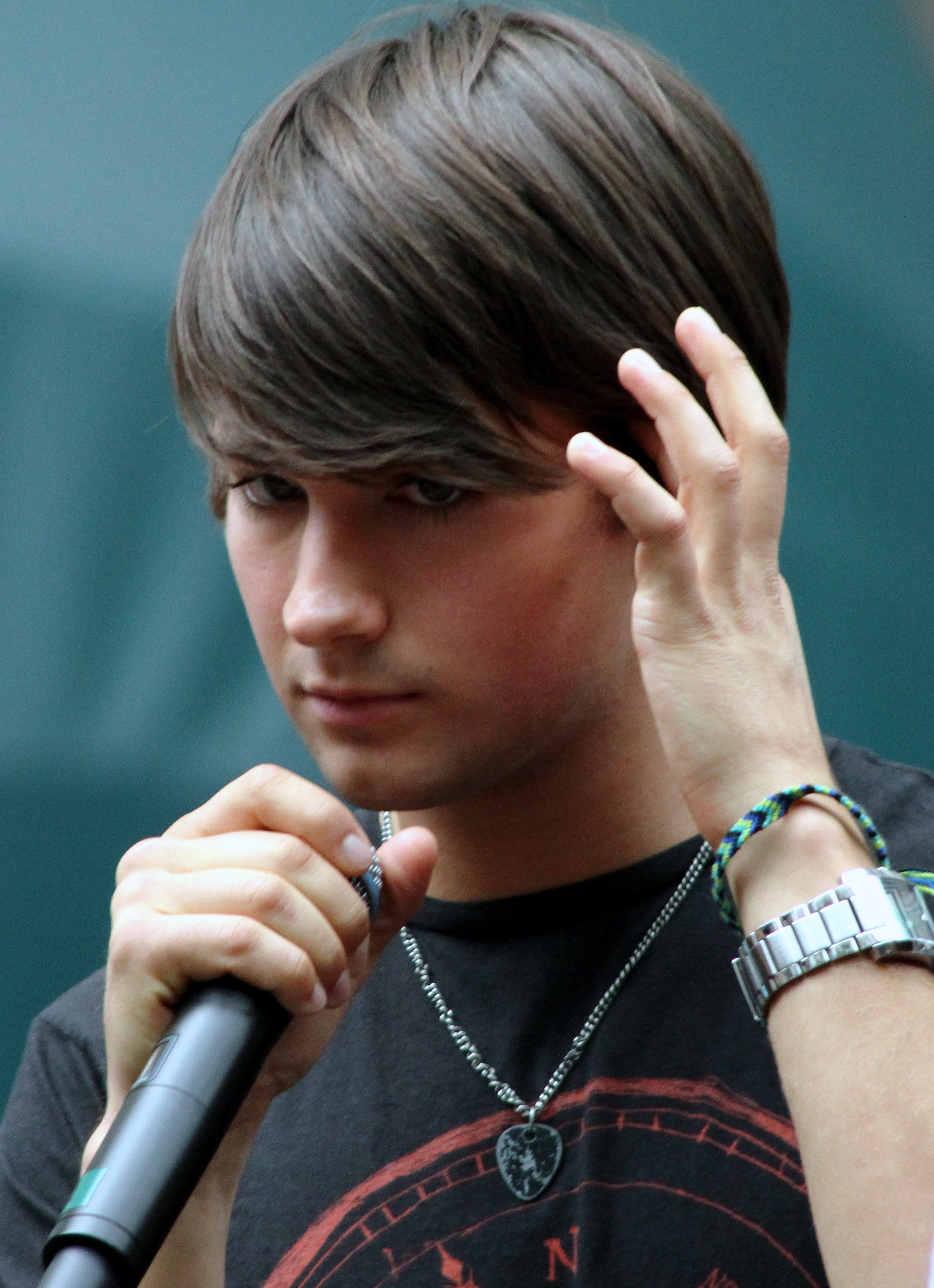
James Maslow interprète "James Diamond"
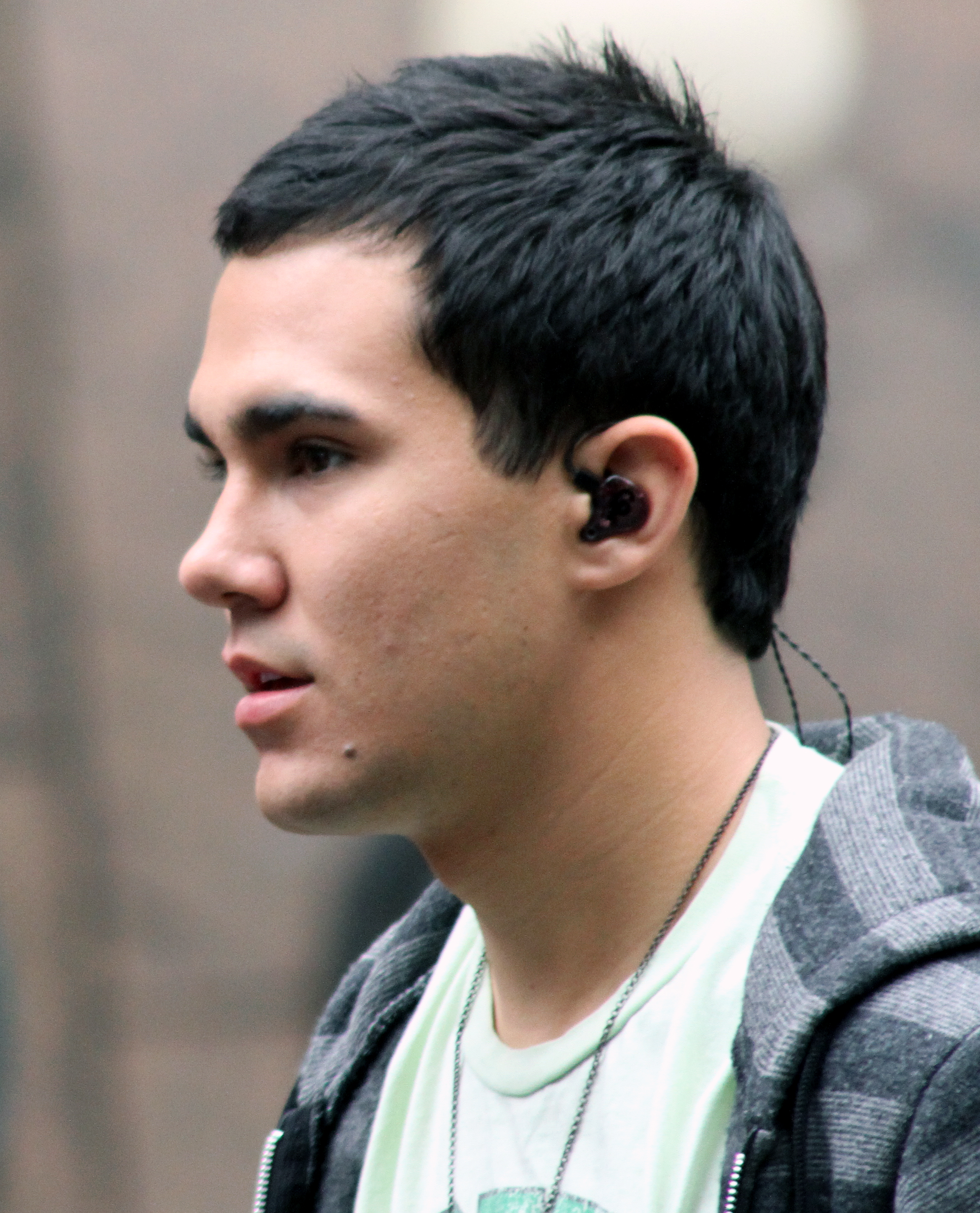
Carlos Pena, Jr. interprète "Carlos Garcia"
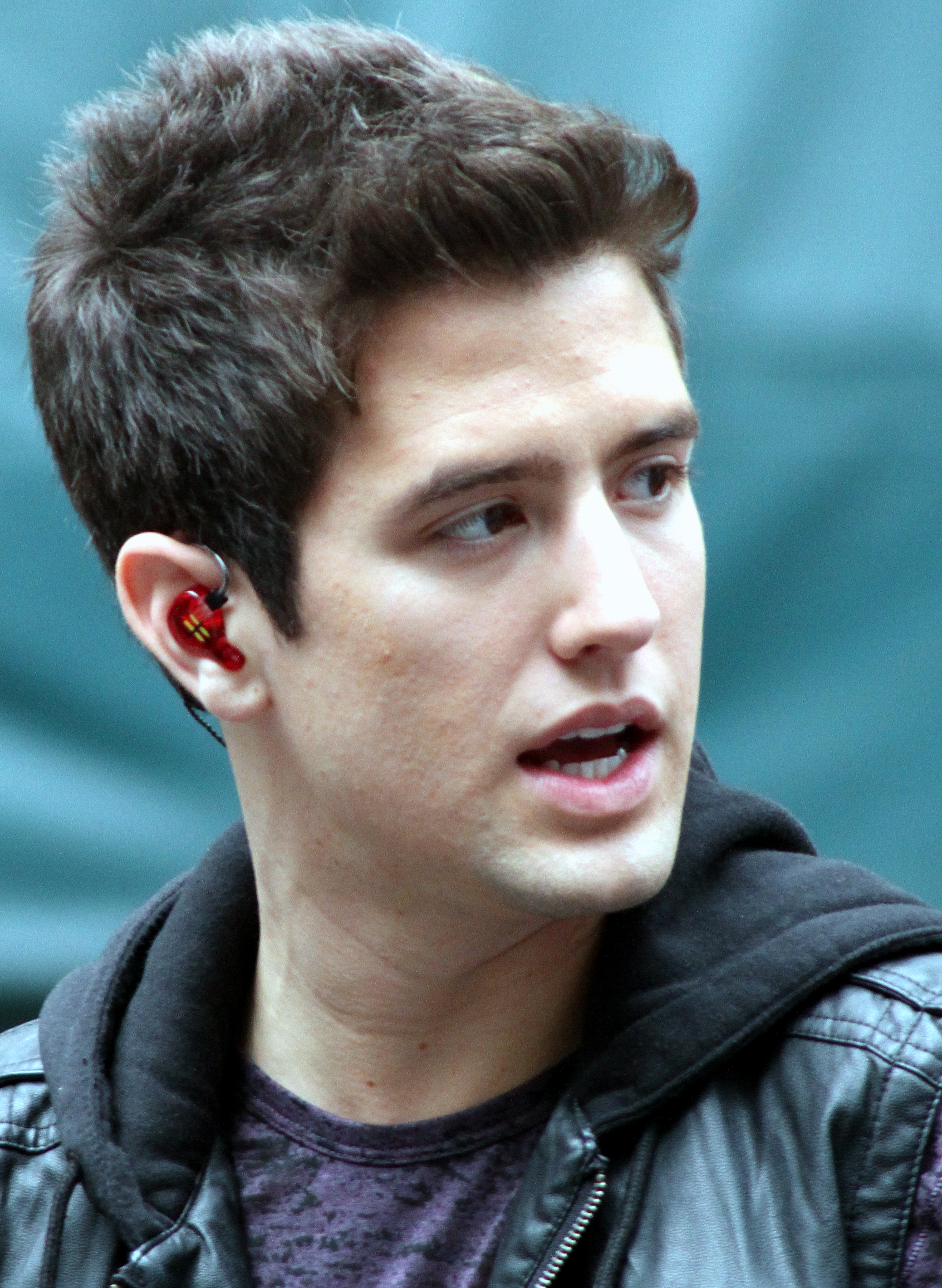
Logan Henderson interprète "Logan Mitchell"

### Acteurs principaux
- Kendall Schmidt (VFB : Antoni Lo Presti) : Kendall Knight
- James Maslow (VFB : Valéry Bendjilali) : James Diamond
- Carlos Pena, Jr. (VFB : Xavier Percy) : Carlos Garcia
- Logan Henderson (VFB : Bruno Mullenaerts) : Logan Mitchell
- Ciara Bravo (VFB : Alayin Dubois) : Katie Knight
- Stephen Kramer Glickman (VFB : Michel Hinderyckx) : Gustavo Rocque
- Tanya Chisholm (VFB : Dominique Wagner) : Kelly Wainright

### Acteurs secondaires
- Challen Cates : Mee. Jennifer Knight
- David Anthony Higgins (VFB : Gauthier de Fauconval) : M. Reginald Bitters.
- Matt Riedy : Arthur Griffin
- Erin Sanders (VFB : Laetitia Liénart) : Camille Roberts
- Katelyn Tarver (VFB : Julie Basecqz) : Jo Taylor
- Denyse Tontz (en) (VFB : Stéphane Flamand) : Jennifer #1
- Kelli Goss (en) : Jennifer #2
- Savannah Jayde  : Jennifer #3
- Malese Jow : Lucy Stone
- Tucker Albrizzi (VFB : Émilie Guillaume) : Tyler Duncan
- Daran Norris : Buddha Bob
- David Cade : Jett Stetson
- Tara Strong : Miss Collins
- Stephen Keys : Wagon de Traction
- Barnett O'Hara (VFB : Romain Barbieux) : Cheveux Long
- Lorenzo Lamas : Dr. Hollywood
- Fred Tallaksen : Mr. X

### Autres
- Spencer Locke : Ancienne Jennifer
- Phil LaMarr : Hawk
- Alyssa Preston : La Maman De Tyler
- Koji Kataoka (VFB : Romain Barbieux) : Fujisaki
- Carlie Casey : Mercedes Griffin
- Obdul Reid : Associé de Griffin
- Malcolm Foster Smith (VFB : Romain Barbieux) : Policier 2 (S1E05)
- Matt Angel (VFB : Thibaut Delmotte) : WayneWayne (S1E05)
- Allegra Dawn Fetyko (VFB : Émilie Guillaume) : Molly Finster (S1E05)
- Camilla Luddington : Rebecca , assistante de Hawk

### Invités
- Jordin Sparks : elle-même
- Snoop Dogg : (VF : Alexis Tomassian ): lui-même
- Miranda Cosgrove (VF : Florine Orphelin) : elle-même (saison 2 épisode 9: Le Noël des Big Time Rush (2/2) [Big Time Christmas] )
- Elizabeth Gillies (VF : Olivia Luccioni) : Heather Fox
- Sammy Jay Wren : Jenny Tinkler
- Nicole Scherzinger : elle-même
- Cher Lloyd : elle-même
- Victoria Justice (VF : Marie Zidi) : elle-même
- Alexa Vega : elle-même
- Austin Mahone : lui-même (saison 4 épisode 12 et 13: Les Awards)
- Butch Hartman : lui-même (saison 4 épisode 10)
- Fabio Lanzoni : lui-même (3 épisode)

### Les parents de Carlos, Logan et James
- Holly Wortell : Joanna Mitchell (maman de Logan)
- Lisa Rinna : Brooke Diamond (maman de James)
- Jill-Michele Meleán (en) : Sylvia Garcia (maman de Carlos)
- Erik Estrada : Officer Garcia (papa de Carlos)

## Musique
La musique de Big Time Rush est un mélange de pop-rock et Rap-RNB. Une façon de montrer leur talent dans le monde entier. Big Time Rush a été élu le meilleur groupe musical de l'année 2012. Ils ont sorti quatre albums : BTR (2010), Elevate (2011), 24/Seven (2013) et Another Life (2023) 

## Épisodes
| Saison | Saison | Épisodes | États-Unis        | États-Unis       | France            | France            |
| Saison | Saison | Épisodes | Début             | Fin              | Début             | Fin               |
| ------ | ------ | -------- | ----------------- | ---------------- | ----------------- | ----------------- |
|        | 1      | 20       | 28 novembre 2009  | 20 août 2010     | 17 avril 2011     | 28 septembre 2011 |
|        | 2      | 29       | 25 septembre 2010 | 28 janvier 2012  | 5 octobre 2011    | 11 juillet 2012   |
|        | Film   | Film     | 10 mars 2012      | 10 mars 2012     | 30 septembre 2012 | 30 septembre 2012 |
|        | 3      | 12       | 12 mai 2012       | 10 novembre 2012 | 11 novembre 2015  | 3 décembre 2015   |
|        | 4      | 13       | 2 mai 2013        | 25 juillet 2013  | 11 janvier 2016   | 4 février 2016    |

### Saison 1 (2011-2012)
| №  | #  | Titre Français               | Titre Original            | Diffusions française | Diffusions originale | Code de prod. |
| -- | -- | ---------------------------- | ------------------------- | -------------------- | -------------------- | ------------- |
| 1  | 1  | L'audition                   | Big Time Audition         | 17 avril 2011        | 28 novembre 2009     | 101           |
| 2  | 2  | L'audition                   | Big Time Audition         | 17 avril 2011        | 28 novembre 2009     | 102           |
| 3  | 3  | L'école du Rocque            | Big Time School of Rocque | 28 avril 2011        | 18 janvier 2010      | 104           |
| 4  | 4  | La piaule du jeune           | Big Time Crib             | 5 mai 2011           | 22 janvier 2010      | 103           |
| 5  | 5  | Le Bad Boy                   | Big Time Bad Boy          | 11 mai 2011          | 29 janvier 2010      | 105           |
| 6  | 6  | La chanson d'amour           | Big Time Love Song        | 18 mai 2011          | 5 février 2010       | 106           |
| 7  | 7  | La villa du Rocque !         | Big Time Mansion          | 25 mai 2011          | 12 février 2010      | 107           |
| 8  | 8  | La séance photo              | Big Time Photo Shoot      | 1 juin 2011          | 26 février 2010      | 108           |
| 9  | 9  | Quartier libre               | Big Time Break            | 8 juin 2011          | 5 mars 2010          | 109           |
| 10 | 10 | L'heure du choix             | Big Time Demos            | 15 juin 2011         | 19 mars 2010         | 110           |
| 11 | 11 | Les rois de la fiesta        | Big Time Party            | 19 juin 2011         | 2 avril 2010         | 111           |
| 12 | 12 | Les p'tits boulots           | Big Time Jobs             | 24 août 2011         | 16 avril 2010        | 113           |
| 13 | 13 | L'article de blog            | Big Time Blogger          | 14 septembre 2011    | 23 avril 2010        | 116           |
| 14 | 14 | Grosses frayeurs             | Big Time Terror           | 31 août 2011         | 8 mai 2010           | 114           |
| 15 | 15 | La fête de fin d'année       | Big Time Dance            | 7 septembre 2011     | 4 juin 2010          | 115           |
| 16 | 16 | Rencontre avec Jordin Sparks | Big Time Sparks           | 21 septembre 2011    | 18 juin 2010         | 117           |
| 17 | 17 | La fièvre Hollywoodienne     | Big Time Fever            | 19 juin 2011         | 26 juin 2010         | 112           |
| 18 | 18 | Le clip                      | Big Time Video            | 28 septembre 2011    | 31 juillet 2010      | 118           |
| 19 | 19 | Le concert                   | Big Time Concert          | 28 septembre 2011    | 20 août 2010         | 119           |
| 20 | 20 | Le concert                   | Big Time Concert          | 28 septembre 2011    | 20 août 2010         | 120           |

### Saison 2 (2011-2012)
1. Le Grand Retour de Big Time Rush (Welcome Back, Big Time)
2. Miss Catastrophe (Big Time Fans)
3. Les Petites Copines (Big Time Girlfriends)
4. Réveil brutal (Big Time Live)
5. Une monstrueuse soirée (Big Time Halloween)
6. Des baskets de rêves (Big Time Sneakers)
7. La Guerre des farces (Big Time Pranks)
8. Le Noël des Big Time Rush (1/2) (Big Time Christmas)
9. Le Noël des Big Time Rush (2/2) (Big Time Christmas)
10. Le Nouveau Gustavo (Big Time Guru)
11. Le Double Rencart (Big Time Crush)
12. Une journée à la plage (1/2) (Big Time Beach Party)
13. Une journée à la plage (2/2) (Big Time Beach Party)
14. Les Paroliers (Big Time Songwriters)
15. L'Émission de télé-réalité (Big Time Reality)
16. Le Girls Band (Big Time Girl Group)
17. Le Projet écologique (Green Time Rush)
18. La Fête des mères (Big Time Moms)
19. Le Bal de promo (Big Time Prom Kings)
20. Le Rôle de sa vie (Big Time Break-Up)
21. Le Tube de l'été (Big Time Single)
22. Mariages arrangés (Big Time Wedding)
23. Le Rock de Big Time Rush (Big Time Rocker)
24. La Grève (Big Time Strike)
25. Le Concours de Pop Tiger (Big Time Contest)
26. Les Super-héros (Big Time Superheroes)
27. Petits codes entre amis (Big Time Secrets)
28. Accès en coulisses (Big Time Interview)
29. Les Big Time Rush déménagent (Big Time Move)

### Big Time Movie

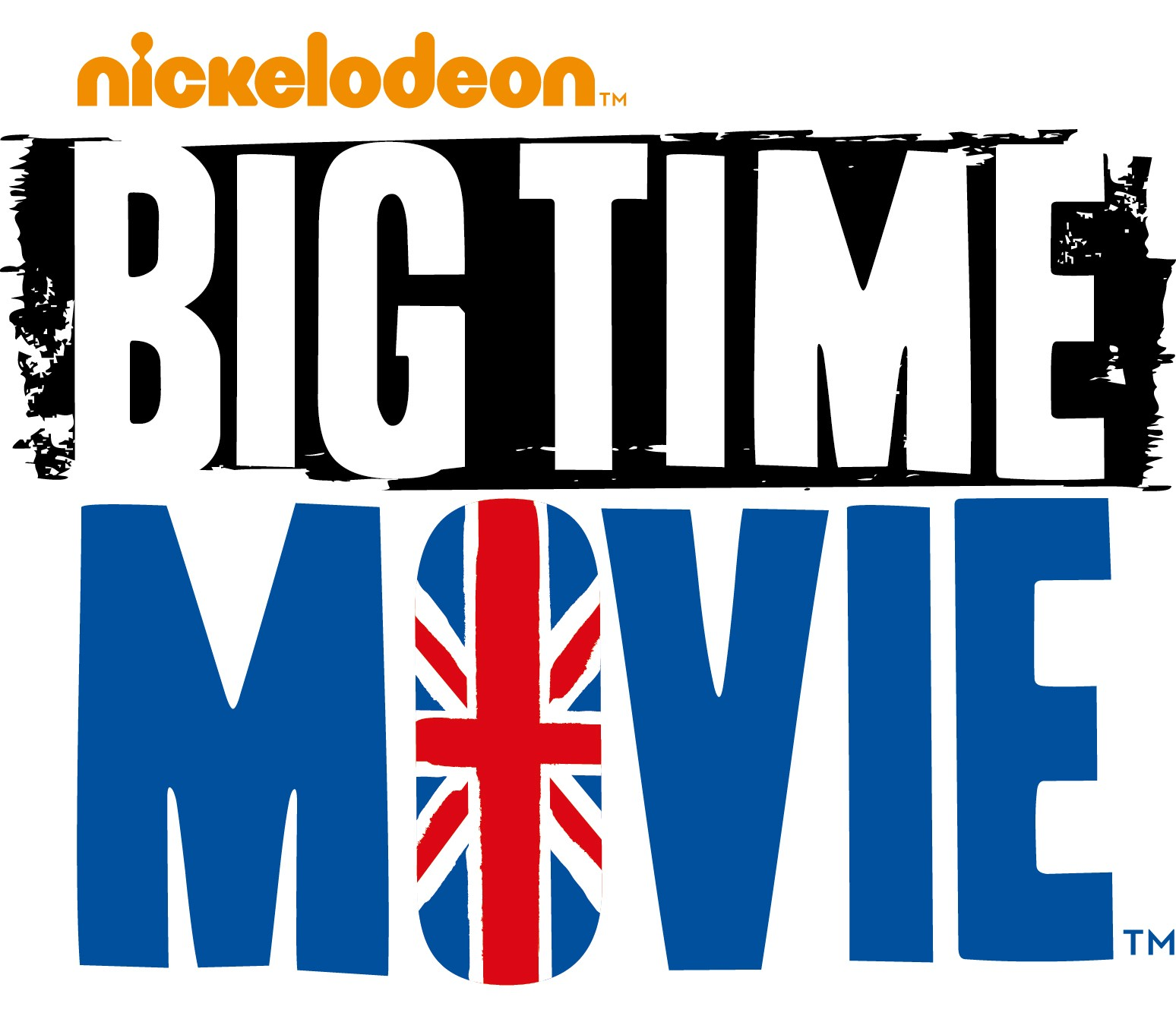
Logo du téléfilm Big Time Movies

Diffusé le 10 mars 2012 aux États-Unis et au Canada anglais. En français, le 21 septembre 2012 au Québec et le 30 septembre 2012 en France. Dans le film Carlos fait un rêve où Kendall, Logan, James et lui sont des agents secrets et dans lequel ils sauvent une princesse. Il rêve dans un avion, car BTR est en voyage pour leur tournée mondiale. Mystérieusement, le rêve de Carlos se réalise, et BTR doit sauver le monde…

### Saison 3 (2012)
Le 24 mai 2011, Nickelodeon a renouvelé la série pour une troisième saison de 12 épisodes diffusés depuis le 12 mai 2012.
| №  | #  | Titre Français                         | Titre Original       | Diffusions française | Diffusions originale | Code de prod. |
| -- | -- | -------------------------------------- | -------------------- | -------------------- | -------------------- | ------------- |
| 50 | 1  | Rush dans les coulisses                | Backstage Rush       | 14 novembre 2012     | 12 mai 2012          | 301           |
| 51 | 2  | Le retour de Big Time Rush             | Big Time Returns     | 21 novembre 2012     | 25 juin 2012         | 302           |
| 52 | 3  | Les Nouveaux Princes de Bel Air        | Bel Air Rush         | 28 novembre 2012     | 2 juillet 2012       | 303           |
| 53 | 4  | Double rendez-vous                     | Big Time Double Date | 12 décembre 2012     | 9 juillet 2012       | 304           |
| 54 | 5  | Les produits dérivés                   | Big Time Merchandise | 19 décembre 2012     | 16 juillet 2012      | 305           |
| 55 | 6  | La surprise                            | Big Time Surprise    | 19 mars 2013         | 23 juillet 2012      | 306           |
| 56 | 7  | La décision                            | Big Time Decision    | 26 mars 2013         | 12 septembre 2012    | 307           |
| 57 | 8  | Les Big Time Rush font du baby-sitting | Big Time Babysitting | 3 avril 2013         | 13 octobre 2012      | 308           |
| 58 | 9  | La ruée vers l'or                      | Big Time Gold        | 24 avril 2013        | 20 octobre 2012      | 311           |
| 59 | 10 | L'Épreuve du camping                   | Big Time Camping     | 10 avril 2013        | 27 octobre 2012      | 309           |
| 60 | 11 | Opération sauvetage                    | Big Time Rescue      | 17 avril 2013        | 3 novembre 2013      | 310           |
| 61 | 12 | Le grand bêtisier                      | Big Time Bloopers    | 1er mai 2013         | 10 novembre 2012     | 312           |

### Saison 4 (2013)
Le 6 août 2012, Nickelodeon a renouvelé la série pour une quatrième et ultime saison de 13 épisodes diffusée à partir du 2 mai 2013 aux États-Unis et à partir du 23 octobre 2013 en France.
1. L'Invasion (Big Time Invasion)
2. Scandales (Big Time Scandal)
3. Mensonges et Conséquences (Big Time Lies)
4. La Prime (Big Time Bonus)
5. Guest Stars (Big Time Cameo)
6. Tournée en bus (Big Time Tour Bus)
7. La guerre des Farces 2 (Big Time Pranks 2)
8. Bolides (Big Time Rides)
9. La tête pensante (Big Time Test)
10. Le Dessin animé (Big Time Cartoon)
11. La Séparation (Big Time Breakout)
12. La dream team (1/2) (Big Time Dreams)
13. La dream team (2/2) (Big Time Dreams)

## Autour de la série

### Tournage
La série est filmée dans le Studio 27, Paramount Pictures à Hollywood, Los Angeles, en Californie. Le premier épisode spécial se déroule dans la banlieue de Los Angeles et une petite ville du Minnesota.

### Palm Woods
Le Palm Woods Hôtel est l'hôtel de fiction où les garçons Big Time Rush, Mme Knight et Katie Knight vivent à Hollywood. Il est le cadre principal de la série et l'abondance des scènes se déroulent dans le Palm Woods hall d'entrée, parc ou la piscine ainsi que dans les appartements et même les conduits d'air. Il est communément décrit comme la maison pour les futures star depuis ses habitants sont pour la plupart aspirant acteurs / actrices, chanteurs, modèles ou interprètes tels que Camille, Jo…

### Rocque Records
Rocque Records est le label de fiction appartenant à RCMCBT Global Net Sanyoid, l'étiquette Big Time Rush et le lieu de travail de Gustavo Rocque et son assistante Kelly. Il est fourni avec du matériel d'enregistrement et soit Gustavo ou les garçons sont considérés pour travailler. Il est le deuxième paramètre le plus utilisé dans les épisodes de Big Time Rush . Les noms qui ont travaillé avec le label Rocque comprennent Jordin Sparks et Nicole Scherzinger tandis que sa compagnie rivale est nommée dossiers Hawk. Rocque lieux dossiers comprennent bureau de Gustavo, la salle de bain et les studios d'enregistrement (A et B). Il est laissé entendre que le label est une parodie de Interscope Records et Jive Records.

### Appartement 2J
Le 2J appartement est l'appartement des Big Time Rush dans l'Hôtel Palm Woods. Il a obtenu sa forme actuelle grâce à Big Time Rush il est comme pour leurs habitudes: être simpliste, sale et désordonné. Il dispose d'un toboggan et de l'électronique swirly et des jeux d'arcade. Il est affirmé que Lindsay Lohan, Shia LaBeouf et Kanye West, sont restés dans cette salle dans le passé. Son intérieur a été modifié une fois de plus quand James a quitté Big Time Rush en concert Big Time et re-déménagé dans 2J, mais il est revenu à la normale après. D'autres appartements connus du Palm Woods sont celles de Camille (4J) et Lucy (3B).